# Armée d'autodéfense du Jilin
L'armée d'autodéfense de Jilin est une armée de volontaires anti-japonaise formée pour défendre les résidents chinois locaux contre l'invasion japonaise de la Mandchourie. Les généraux Ting Chao, Li Du, Feng Zhanhai, Xing Zhanqing, et Zhao Yi fondent l'armée d'autodéfense de Jilin afin d'empêcher la chute et l'occupation de Harbin dans la province de Jilin. Ils apportent toutes leurs troupes pour créer un front uni. Faisant appel aux civils pour former des unités de volontaires et rejoindre les forces défendant la ville, l'armée regroupe finalement 30 000 hommes répartis en six brigades commandées par l'armée du Nord-Est de Zhang Xueliang.
Corps d'autodéfense de Jilin - Commandant-en-chef Li Du
- Commandant-en-chef sur la ligne de front - Wang Yu
- Chef de l'État-major - Yang Yaojun
- Armée de défense du chemin de fer de l'Est chinois - Commandant-en-chef Ting Chao
  - 28e brigade - Ding Chao
- 22e brigade - Zhao Yi
- 25e brigade - Ma Xianzhang
- 26e brigade - Song Wenjun
- 29e brigade - Wang Ruihua
- 1re brigade temporaire – Feng Zhanhai
- 1re brigade de cavalerie - Gong Changhai
- 2e brigade de cavalerie - Yao Dianchen
- Guérilla des montagnes boisées - Song Xizeng

La défense de Harbin est un premier succès et repousse pendant un moment les forces du Mandchoukouo envoyées contre eux. Après ce succès initial, l'armée est forcée de fuir Harbin lorsque les Japonais envoient leurs propres troupes commandées par Jirō Tamon.
L'armée d'autodéfense de Jilin défaite se retire de Harbin et entame une marche vers le Nord-Est jusqu'à la rivière Songhua, et rejoint la garnison du général Li Du, ce qui grossit ses rangs de 30 000 hommes répartis en neuf brigades en avril 1932. Cette armée poursuit la résistance, occupent des villes le long de la section orientale du chemin de fer de l'Est chinois, entre Harbin et la frontière soviétique.
Feng Zhanhai, ancien commandant de régiment de la division de garde de Jilin, se retire de Harbin et créé une importante force de volontaires indépendante, l'armée brave et loyale du Nord-Est estimée par les Japonais à 15 000 hommes en juin 1932.